# Alexander Luijten
A.H.J.J. (Alexander) Luijten (Maastricht, 23 juni 1963) is een Nederlandse VVD-politicus en bestuurder. Sinds 15 december 2022 is hij burgemeester van Heemskerk.

## Jeugd en opleiding
Luijten is geboren en getogen in Maastricht. Op zijn zesde had hij al een seizoenkaart van MVV. Zijn vader was werkzaam bij de V&D en werd overgeplaatst naar de regio Haarlem. Het gezin verhuist naar Alkmaar, waar hij de middelbare school doorliep. Hij verruilde zijn seizoenkaart van MVV voor dat van AZ en maakte er in 1981 het kampioensfeest mee. Hij was zelf actief als voetballer bij AV. Als hij rechtsgeleerdheid gaat studeren in Amsterdam verruilt hij AV voor DVVA.

## Politieke en maatschappelijke carrière
Luijten werd na de gemeenteraadsverkiezingen van 24 november 2010 op 3 januari 2011 geïnstalleerd als gemeenteraadslid in Bussum namens de VVD. Vanaf 2014 was hij fractievoorzitter van de VVD in Bussum. Nadat Bussum, Muiden en Naarden werden samengevoegd tot de nieuwe gemeente Gooise Meren op 1 januari 2016, werd hij daar namens de VVD gemeenteraadslid en fractievoorzitter. Luijten was tot 2018 werkzaam in de corporatiesector, onder andere als organisatieadviseur en als lobbyist in Den Haag bij de branchevereniging Aedes.
Luijten werd op 30 mei 2018 wethouder en eerste locoburgemeester van Gooise Meren en had hij in zijn portefeuille Economie, Toerisme, Evenementen, Cultuur, Recreatie, Monumenten, Sport, Subsidiebeleid en Coördinator MRA, MIRT, RSA. Op 6 juli 2022 werd hij opnieuw benoemd tot wethouder van Gooise Meren. Hij was de tweede locoburgemeester en had in zijn portefeuille Ruimtelijke ordening en projecten, Omgevingswet, Democratische kwaliteit, Onderwijshuisvesting, Metropoolregio Amsterdam (MRA) en Regio Gooi en Vechtstreek en Sport.

## Burgemeester van Heemskerk
Luijten werd op 13 oktober 2022 door de gemeenteraad van Heemskerk voorgedragen als nieuwe burgemeester. Op 1 december dat jaar werd bekendgemaakt dat hij bij koninklijk besluit was benoemd met ingang van 15 december dat jaar. Op 15 december dat jaar vond ook de beëdiging en installatie plaats. Hij heeft Openbare orde en veiligheid, Toezicht en handhaving, Internationale en regionale samenwerking, Integriteit, Personeel en organisatie, Representatie, Burgerzaken, Bestuurszaken (inclusief juridische zaken) en Kabinetszaken in zijn portefeuille en vertegenwoordigt Heemskerk bij de Veiligheidsregio Kennemerland.

## Privéleven
Luijten heeft samen met zijn vrouw een dochter en een labrador.